# Ievheni Muràiev
Ievheni Volodímirovitx Muràiev (ucraïnès : Євгеній Володимирович Мураєв ; nascut el 2 de desembre de 1976) és un polític i propietari d'un mitjà de comunicació ucraïnès. És l'actual líder del partit polític Nashi.
Muràiev ha estat diputat del Consell de l'Óblast de Khàrkiv (dues convocatòries) i diputat del parlament ucraïnès entre 2012 i 2019 (VII convocatòria i VIII convocatòria). En les eleccions parlamentàries d'Ucraïna de 2019, Muràiev va encapçalar la llista nacional del Bloc d'Oposició, però el partit no va aconseguir obtenir un escó parlamentari.
Muràiev és exmembre del Partit de les Regions i del Bloc d'Oposició i expresident del consell polític de la Plataforma d'Oposició - Per la Vida.

## Primers anys i carrera professional
Muràiev va néixer el 2 de desembre de 1976 a Zmiiv, Óblast de Khàrkiv en la llavors RSS d'Ucraïna de la Unió Soviètica. El pare de Muràiev, Volodymyr Kuzmych, era el director general de l'empresa constructora Rapid CJSC. La seva mare, Olha Oleksiivna, va ser professora associada del departament de química de la Universitat Nacional de Khàrkiv.
El 1994, Muràiev va ingressar a la Facultat d'Economia de la Universitat de Khàrkiv, on es va graduar el 1999. Va completar amb distinció. Va rebre la seva segona educació superior en la Universitat Nacional de Dret Yaroslav Mudryi, on es va graduar el 2014.
Des de 2000, Muràiev va treballar en diverses empreses en llocs de responsabilitat. Va ocupar el càrrec de director de LLC "Anklav", empresa que es dedica al comerç a l'engròs de productes derivats del petroli. De 2001 al 2007 va ser director de MKM-Khirkov LLC i de 2009 al 2010 va ser director d'Eastern Financial Group LLC.

## Carrera política i mediàtica
En les eleccions locals d'Ucraïna de 2006, Muràiev va ser triat pel partit Viche en el Consell de l'Óblast de Khàrkiv. En la mateixa elecció, no va aconseguir ser triat per al Consell Municipal de Khàrkiv pel mateix partit.
En les eleccions parlamentàries d'Ucraïna de 2007, Muràiev no va aconseguir obtenir un escó com a part de l'aliança electoral KUCHMA. En aquestes eleccions, aquest bloc no va aconseguir ingressar al parlament guanyant només el 0,10% del vot nacional.
Muraiev va ser reelegit en el Consell de l'Óblast de Khàrkiv durant les eleccions locals d'Ucraïna de 2010, aquesta vegada pel Partit de les Regions.
El 2010 Muràiev va ser nomenat cap del Raion de Zmiv pel president Víktor Ianukòvitx.
En les eleccions parlamentàries d'Ucraïna de 2012 va ser elegit en el districte electoral 181 situat en Zmiv. Ell, com a candidat del Partit de les Regions, va guanyar el districte amb el 56,15% dels vots. Va ser President del Subcomitè de Relacions Econòmiques Exteriors i Cooperació Transfronterera. Després de la seva elecció, va renunciar com a cap del Raion de Zmiv.
El juliol de 2019, Muràiev li va dir a Dmitro Gordon que va treure a Mikola Azàrov d'Ucraïna de Khàrkiv a Bélgorod durant els esdeveniments d'Euromaidan.
En les eleccions parlamentàries d'Ucraïna de 2014, Muràiev va ser reelegit com a candidat independent en (el mateix) districte 181. El 2014 va guanyar la reelecció amb el 48,95%. De 2015 al 2016 va ser membre de la facció del Bloc d'Oposició. En el parlament, va ser membre del Comitè Parlamentari de Política Tributària i Duanera.
El 2018, Muràiev va esdevenir president del consell polític del partit Plataforma d'Oposició - Per la Vida. Al setembre de 2018, va deixar Plataforma d'Oposició - Per la Vida i cinc dies després va crear el nou partit polític Nashi (Nostre).
El 10 de gener de 2019, el partit de Muràiev el va elegir com el seu candidat en les eleccions presidencials d'Ucraïna de 2019. El 7 de març de 2019, Muràiev es va retirar de les eleccions a favor d'Oleksandr Vilkul. També va anunciar que el bloc d'oposició del partit de Vilkul i Nashi aviat es fusionarien. En les eleccions parlamentàries d'Ucraïna de 2019, Muràiev va encapçalar la llista nacional del Bloc d'Oposició que va obtenir el 3,23% dels vots i, per tant, no va superar la barrera electoral del 5%, per la qual cosa Muràiev va quedar fora del parlament.
En 2014, Muràiev va esdevenir propietari del canal d'Internet de Khàrkiv "Robinson TV", el lloc web MIGnews i el canal de notícies NewsOne. És el fundador del canal de televisió prorús NASH, que era propietat del seu pare Volodymyr Muràiev, i a les 6 a. m. del 7 de novembre de 2018, NASH va anunciar que començaria a transmetre's a la tardor sota el lideratge de l'antic propietari de NewsOne. El canal de televisió NewsOne va ser prohibit per decret del president Volodímir Zelenski al febrer de 2021. Des de llavors, NASH ha ocupat el lloc dels canals de televisió prorussos prohibits, ja que en la seva majoria presenta als mateixos convidats i missatges similars.
Al gener de 2022, el govern britànic va acusar Rússia de buscar enderrocar al govern d'Ucraïna a través de la força militar i reemplaçar-lo amb una administració prorussa possiblement dirigida per Muràiev. La ministra de Relacions Exteriors britànica, Liz Truss, va escriure en Twitter que el Regne Unit "no tolerarà el complot del Kremlin per a instal·lar un lideratge prorús a Ucraïna". Muràiev va negar qualsevol pla d'aquest tipus. Ievhen MuraIev va rebutjar la declaració ja que està sota sancions russes. Rússia va desestimar l'acusació com a "desinformació". El Ministeri de Relacions Exteriors de Rússia va dir que l'acusació britànica era "evidència que són els països de l'OTAN, encapçalats pels anglosaxons, els que estan augmentant les tensions entorn d'Ucraïna". Volodymyr Fesenko, un analista polític ucraïnès, va escriure que "MuraIev, malgrat ser prorús, no és una figura molt pròxima al Kremlin, especialment en comparació amb Viktor Medvedchuk".
El febrer de 2022, es va anunciar que el Consell de Defensa i Seguretat Nacional d'Ucraïna havia introduït sancions contra el canal de televisió NASH, en el qual MuraIev apareix regularment. El canal es tancarà.
El 25 de juliol de 2023, el Servei de Seguretat d'Ucraïna va notificar a Yevhen Murayev la sospita de traïció.